# Callygris basistrigaria
Callygris basistrigaria är en fjärilsart som beskrevs av Alfred Ernest Wileman 1912. Callygris basistrigaria ingår i släktet Callygris och familjen mätare. Inga underarter finns listade i Catalogue of Life.